# Fałsz
Fałsz – jedna z dwóch podstawowych wartości logicznych (drugą jest prawda). Fałsz jest niezgodnością treści sądu (zdania) z tym, do czego się odnosi.
W logice matematycznej fałsz jest jedynie symbolem, nie ma żadnego głębszego znaczenia.
W mowie potocznej i logice tradycyjnej za fałsz uważa się stwierdzenie czegoś, co nie miało miejsca w rzeczywistości lub zaprzeczenie czemuś, co miało miejsce.
W pozytywizmie logicznym uwzględnia się też wartość not even false, dla twierdzeń nieweryfikowalnych, co oznacza, że dane zdanie nie ma w ogóle sensu faktycznego, czyli nie odnosi się do żadnych faktów.
W matematyce przy danym układzie aksjomatów niektóre twierdzenia są nierozstrzygalne, a więc nie są ani prawdziwe ani fałszywe.